# Jan Kraus
Jan Kraus, né le 3 janvier 1993, est un coureur cycliste tchèque, membre de l'équipe Dukla Praha. Il participe à des compétitions sur route et sur piste.

## Biographie
En 2020, il termine septième du championnat de République tchèque du contre-la-montre.

## Palmarès sur piste

### Championnats d'Europe
- Anadia 2011
  -  Médaillé d'argent de l'américaine juniors

### Championnats nationaux
- 2011
  -  Champion de République tchèque de l'américaine juniors (avec Denis Rugovac)
- 2014
  -  Champion de République tchèque de poursuite par équipes (avec Denis Rugovac, Nicolas Pietrula et Michal Kohout)
- 2015
  -  Champion de République tchèque de poursuite par équipes (avec Martin Bláha, Ondřej Vendolský et Michal Kohout)
- 2016
  -  Champion de République tchèque de scratch
- 2017
  -  Champion de République tchèque de poursuite par équipes (avec Nicolas Pietrula, Matyáš Strupek et Michael Kohout)
  -  Champion de République tchèque de l'américaine (avec Jiří Hochmann)
- 2018
  -  Champion de République tchèque de poursuite par équipes (avec Nicolas Pietrula, Michal Kohout et Jiří Hochmann)
  -  Champion de République tchèque de scratch
- 2019
  -  Champion de République tchèque de poursuite par équipes (avec Nicolas Pietrula, Petr Kelemen et Matyáš Janoš)
  -  Champion de République tchèque de l'américaine (avec Ondřej Vendolský)

## Classements mondiaux
| Année           | 2020   |
| --------------- | ------ |
| UCI Europe Tour | 1 305e |